# 篠田力
篠田 力（しのだ りき、1987年 - ）は、日本のカメラマン、撮影技師、撮影監督、TD。長野県出身。東京映画・俳優&放送芸術専門学校映画制作科、撮影・照明専攻卒業。

## 略歴
東京フィルムセンタースクールオブアート専門学校（現・東京映画・俳優&放送芸術専門学校）映画制作科コースを卒業。

## 主な参加作品
この一覧は未完成です。加筆、訂正して下さる協力者を求めています。

### 映画
- 『シラン(ショートムービー)』（2012年）監督：柴山健次 [3]
- 『白黒ギツネと光の洞窟 (ショートムービー)』（2012年）監督：藏原潔司 [4]
- 『桃まつり presents すき「さめざめ」』(2012年/照明)監督：星崎久美子 [5]
- 『酒の井伝説(ショートムービー)』（2012年）監督：守屋隆[6]
- 『ジョフクの恋』(2013年/照明)監督：五藤利弘 [7]
- 『ノー・ヴォイス』(2013年/照明)監督：古新舜 [8]
- 『きっと忘れない (ショートムービー)』（2013年）監督：柴山健次
- 『風と舟 (短編時代劇)』（2014年）監督：藏原潔司[9]
- 『リュウセイ』(2014年/照明)監督：谷健二 [10]
- 『海にのせたガズの夢』（2018年)監督：矢口鉄太郎 [11]
- 『たまには、大きな声で』（2020年）監督：柴山健次[12]
- 『泣きたいのに泣けない私(ショートムービー)』（2020年）監督：柴山健次
- 『今はちょっと、ついてないだけ』（2022年）監督：柴山健次[13][14]
- 『いまダンスをするのは誰だ?』（2023年）監督：古新舜

### ドラマ
- 『ヒロシマ 復興を夢みた男たち』 NHK ドラマ（2013年/Bcam）
- 『武士の娘 鉞子とフローレンス』 NHK BS1（2015年/Bcam）[15]
- 『TOKYO COIN LAUNDRY』GYAO!（2019年）監督：柴山健次[16]
- 『さらば、佳き日』（2023年、テレビ東京）監督：柴山健次

### CM
- 『ヴァンガード　海皇の末裔編』ブシロード （2012年）
- 『ヴァンガード　銀狼&雷竜』ブシロード （2012年）
- 『爆丸』セガトイズ（2012年）
- 『超合金 サウザンド・サニー号』（2020年）

### ミュージック・ビデオ
- soluz 『Midnight Pulse』(2015年)監督：渡辺毅
- soluz 『soluz』(2015年)監督：渡辺毅
- 小林未郁『せむし男の恋』(2016年)監督：永芳健太
- 小林未郁『迷宮入り』(2018年)監督：永芳健太
- 増田惠子『富士山だ』(2018年)監督：永芳健太[17]
- Nameweefeat.DJ KOO TRF『Boy Meets Girl 2020 Remix』(2019年)監督：黃明志
- Phantom Excaliver『DRAGON AVENGERS』（2022年）監督：守屋隆

### 企業映像
- 『湘南工科ラプソディ ～最大公約数の恋～』（2017年）湘南工科大学  監督：柴山健次
- 『ジャー坊たいそう踊るばい！～ジャー坊のテーマ！2018～』(2018年)監督:永芳健太
- 『分身ロボットカフェ"DAWN ver.β"PV』（2018年）監督:古新舜

### テレビ
- 奇跡体験!アンビリバボー（フジテレビ）
- 痛快TV スカッとジャパン（フジテレビ）
- メイドインジャパン!（TBSテレビ）
- 同じもの好きなヤツら（TBSテレビ）
- “神”映像グランプリ（TBSテレビ）
- 世界ウソでしょ旅行社(カンテレ)